# Rhianna
Rhianna Hannah-Louise Kenny (* 7. Februar 1983 in Leeds) ist eine englische Contemporary-R&B-Sängerin.

## Leben
Neben der Mitwirkung bei dem Projekt LSK ihres Bruders Leigh Stephen Kenny war sie als Sängerin der Band Love Blackout und Faithless aktiv. Als Solokünstlerin veröffentlichte sie 2002 das Album Get On bei S2 Records, einem Sublabel von Sony BMG Music Entertainment. Die zugehörige Single Oh Baby erreichte Platz 18 der britischen Singlecharts.

## Diskografie
Alben
- 2002: Get On
- 2006: Rhianna